# Gustav-Adolf-Denkmal (Lützen)

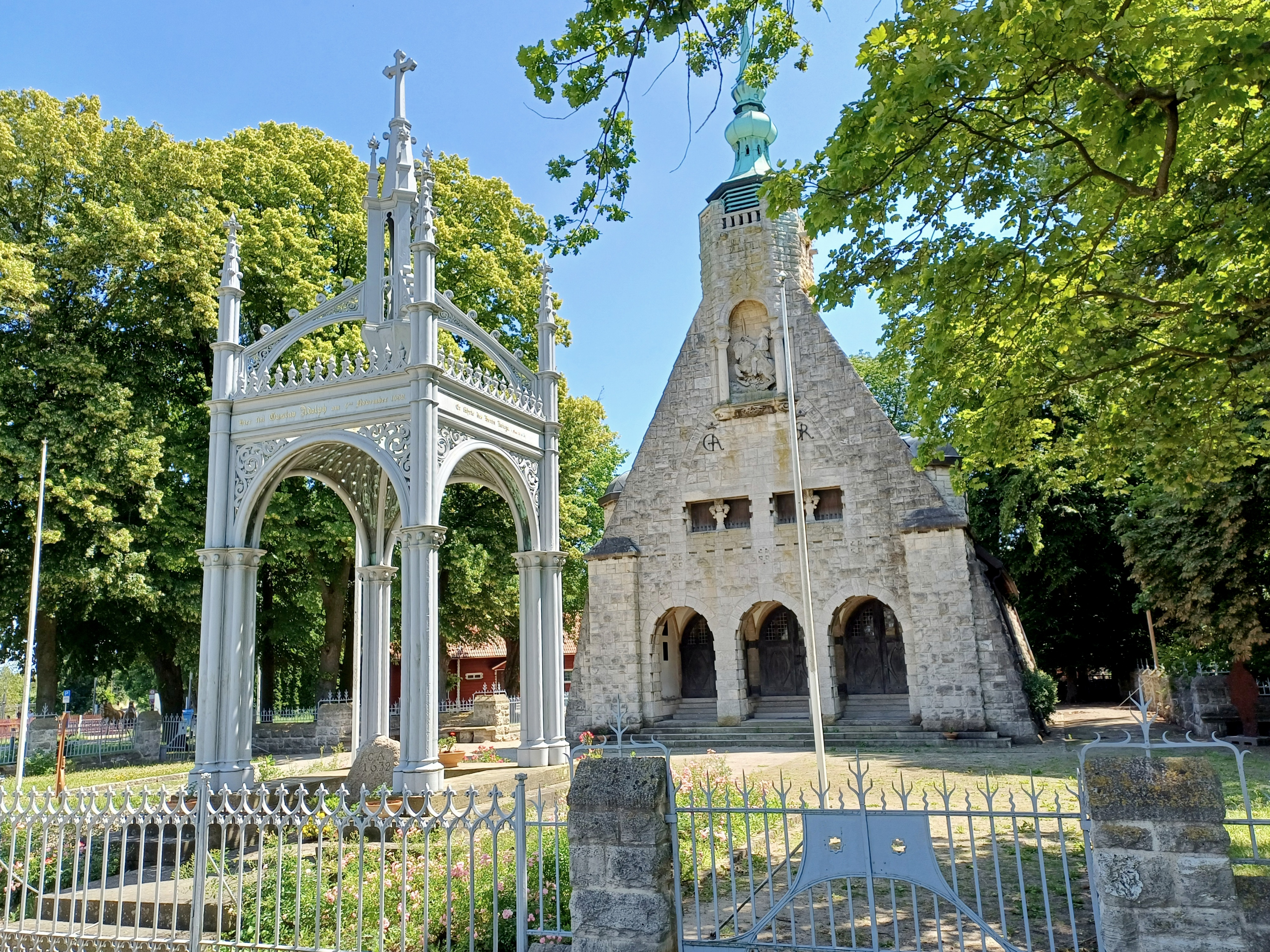
Gustav-Adolf-Denkmal in Lützen – im Hintergrund die 1907 errichtete Kapelle

Das Gustav-Adolf-Denkmal bei Lützen ist Bestandteil einer Gedenkstätte, die an den schwedischen König Gustav Adolf erinnern soll, der hier in der Schlacht bei Lützen 1632 fiel. Es bestand ursprünglich nur aus einem Findling aus Granit, der nach der Schlacht an der Stelle, an der man Gustav Adolfs Leichnam fand, gesetzt wurde. 1833 entwarf Karl Friedrich Schinkel einen gusseisernen Baldachin, der 1837 zur Ausführung kam und seitdem den Stein bedeckt.

## Geschichte des Denkmals

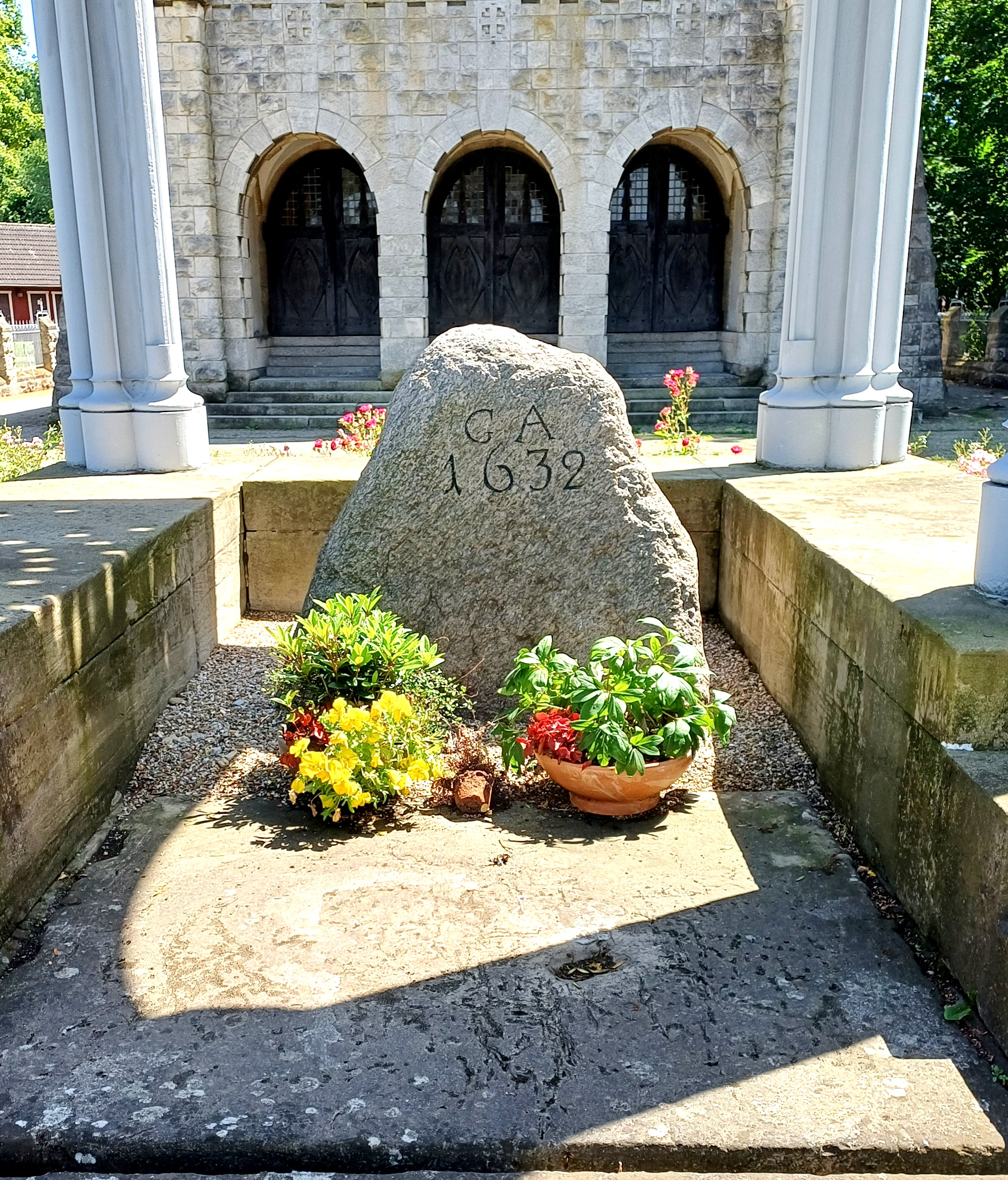
Der Stein mit später angebrachter Inschrift

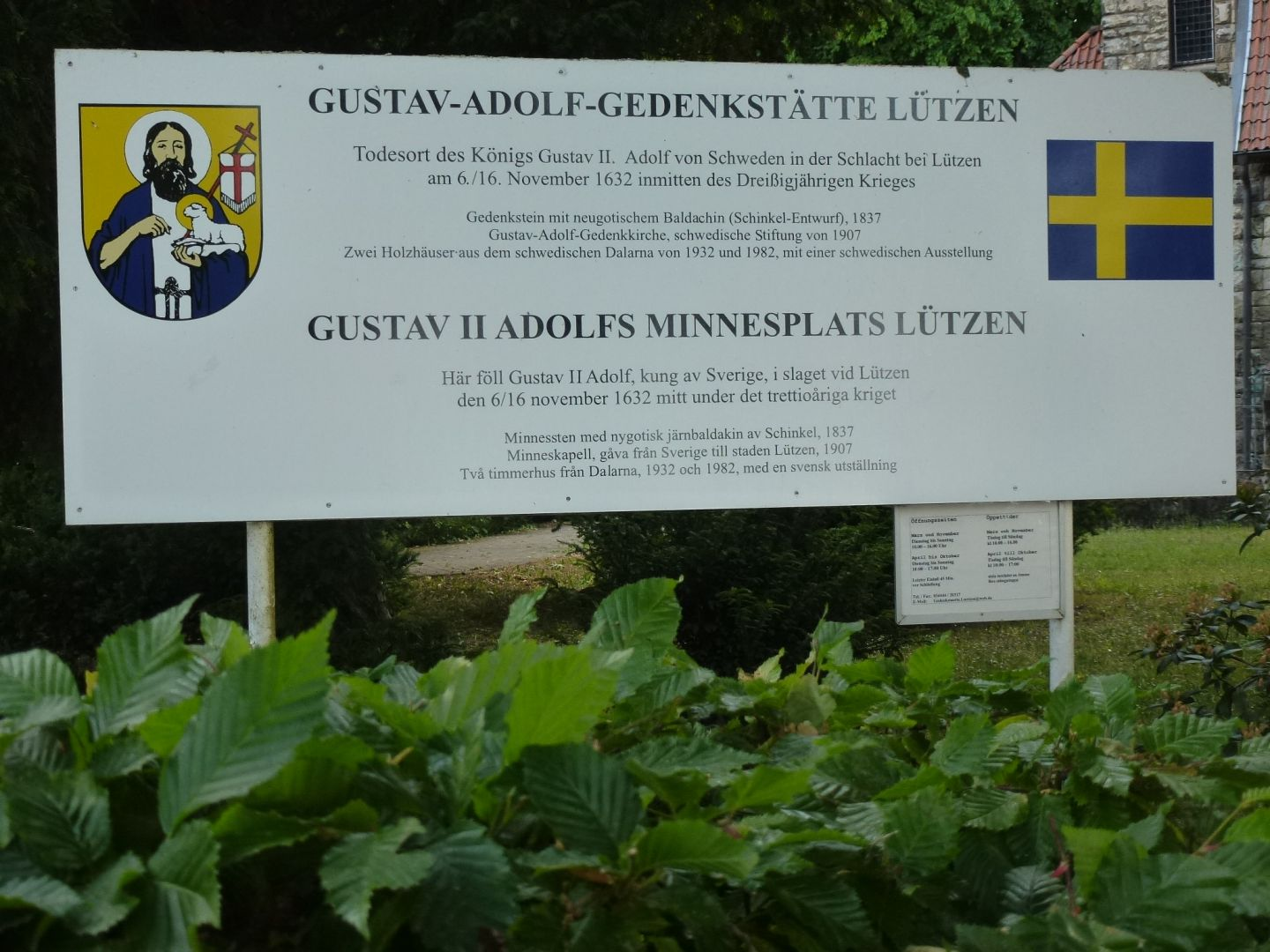
Informationstafel

Der König genoss in den protestantisch ausgerichteten Ländern Brandenburg und Sachsen hohe Anerkennung, gehörte er doch zur gleichen Konfession. An der Stelle, an der man nach der Schlacht seinen Leichnam fand, wurde später ein Granitfindling gesetzt, der an ihn erinnern sollte, der Schwedenstein. Nach dem Wiener Kongress kam Lützen 1815 an das Königreich Preußen. Zum bevorstehenden 200. Todestag Gustav Adolfs beschloss der Lützener Magistrat, eine Kapelle über dem Schwedenstein zu errichten. Hierzu hatte sich schon ein Bürgerverein gegründet, der einen Fonds zur Errichtung eines Denkmals ins Leben rief.
Der preußische Kronprinz und spätere König Friedrich Wilhelm IV. zog jedoch das Projekt an sich und fertigte selbst Skizzen an. Außerdem beauftragte er Karl Friedrich Schinkel, auch einen Entwurf einzureichen. Zunächst wurde eine massive Architektur in Erwägung gezogen, Schinkel schlug jedoch ein offenes eisernes Denkmal, einen Baldachin mit Apsis, vor. Ausgeführt wurde schließlich Schinkels Entwurf ohne die Apsis. Enthüllt wurde das Denkmal am 16. November 1837, dem 205. Todestag Gustav Adolfs. Auf Bitten des preußischen Königs ordnete der preußische Kriegsminister Gustav von Rauch eine Bewachung durch einen Kriegsinvaliden an.
Die Gedenkstätte wurde von 1906 bis 1907 um eine Kapelle ergänzt, die der schwedische Konsul Oscar Ekman (1812–1907) und seine Frau Maria Ekman (1846–1915) stifteten. Der Architekt war Lars Israel Wahlman. 1931 wurde auf Initiative des Göteborger Pastors Per Pehrsson (1867–1953) die Stiftelsen Lützenfonden (Lützenstiftung) mit Sitz in Göteborg gegründet, die von 1932 bis Mitte der 1990er-Jahre die Unterhaltung der gesamten Gedenkstätte übernahm. 1932 und 1982 wurden zwei schwedische Holzhäuser aus der Region Dalarna hinzugefügt, in einem davon befindet sich ein kleines Museum. Dem schwedischen Verwalter, der die Einrichtung vor Ort betreute wurde nach einem Heimaturlaub 1961 die Wiedereinreise in die DDR nicht gestattet. Da der ostdeutsche Staat jedoch außenpolitisch an guten Beziehungen zum blockfreien Schweden interessiert war, beteiligte er sich in der Folgezeit finanziell an der Erhaltung der Gedenkstätte. Mit rund 40.000 Besuchern pro Jahr war die Gustav-Adolf-Gedenkstätte eines der meistbesuchten Privatmuseen in der DDR.
Zum 350. Jahrestag der Schlacht fand 1982 ein Festakt statt, an welcher der Bischof der evangelischen Kirchenprovinz Sachsen Werner Krusche, der Erzbischof von Uppsala Olof Sundby, der schwedische Reichsmarschall Sten Rudholm, Ernst Sommerlath (der Onkel der Königin Silvia von Schweden), schwedische und finnische Offiziere, Bischöfe und Pfarrer sowie viele weitere Gäste aus Schweden teilnahmen. Seit den 1990er-Jahren wird die Gedenkstätte von der Stiftelsen Lützenfonden und der Stadt Lützen gemeinsam betrieben. Der Todestag Gustav Adolfs wird jährlich am 6. November begangen.

## Bauliche Ausführung
Gegossen wurden die Bauteile in der Kunstgießerei in Lauchhammer. Der Baldachin erhebt sich auf einem u-förmigen, nach Nordwesten offenen dreistufigen Sandsteinsockel, der den Schwedenstein umschließt. Vier Bündelpfeiler mit Fialen tragen den eisernen Baldachin, der aus vier Kreisbögen und einem Kreuzrippengewölbe mit aufgesetztem Tabernakel besteht, das mittels vier Strebebögen von den Pfeilern getragen wird. Die Pfeiler sind mit Kreuzblumen und Krabben geschmückt. An der höchsten Stelle sitzt der mit einem Kreuz bestückte Helm.

## Künstlerische Bewertung
Diese filigrane, gotisch anmutende Formensprache wandte Schinkel in seinem Spätwerk nicht mehr so konsequent an wie in seinen früheren Eisenarbeiten. Beim Gustav-Adolf-Denkmal sind antike Stilelemente zu finden, ebenso wie renaissancehafte Anspielungen. Es wirkt nach Ansicht der Kritiker starr, obwohl es leichte und zugleich ernste Architektur ist. Gustav Adolf war nie Gegenstand der ideologischen Auseinandersetzungen des 20. Jahrhunderts, daher blieb das Denkmal über die Zeit hinweg nahezu unversehrt. 1978 wurde es restauriert, wobei allerdings einige Details verloren gingen.

## Eigentum
Entgegen dem hartnäckigen Gerücht, der Gedenkort sei Staatsgebiet von Schweden, ist das Gelände Eigentum der Stadt Lützen. Dessen Ursprung geht zurück auf den Fakt, dass am Ende des Zweiten Weltkriegs der Schwede Hans Svensson, der mit seiner Familie die Gedenkstätte betreute, zur Vermeidung von Plünderung am Baldachin vor der Gedächtniskirche ein großes Holzschild mit der Aufschrift „Swedish Property“ (Schwedisches Eigentum) anbrachte.